# Дивља мачка
Дивља мачка (лат. Felis silvestris) је врста из породице мачака (Felidae).

## Опис
То је снажна животиња округле главе са кратком њушком и кратким ушима. У снажној вилици истичу се оштри очњаци. Тело јој је покривено густом длаком сиво—смеђе боје са ретким, попречним тамним пругама. Краћи, дебео реп има тамне прстенове и врх је увек тамно обојен. На предњим ногама има пет прстију, а на задњим четири који су са доње стране увек тамни. На прстима има оштре канџе које може да увуче. Груди и трбух су светлији и једнолично обојени. Већи мужјак нарасте до 80-90 cm у дужину (реп му је дуг до 37 cm), а може да буде тежак и до десет килограма.

## Станиште и ареал
Живи у шумама са пропланцима и ноћна је животиња. Лови пред вече или пред зору, када је гладна. Врло је опрезна, добро трчи, скаче и вере се по стаблима. Распрострањена је у средњој и јужној Европи. Угрожена је ловом због цењеног крзна.
У Војводини има близу 1.000 јединки које живе у приобалним шумама великих река, Фрушкој гори, Вршачким планинама и Делиблатској пешчари.

## Понашање
Лови живи плен; мишеве, зечеве, веверице, кртице и друге мале животиње. Лови и птице, па чак и омање срне. Пари се крајем у фебруару и марту. Крајем пролећа окоти до четири младунчета у скровишту међу камењем или у шупљем стаблу, ретко у жбуњу. Лови углавном ноћу и то кад је гладна, а дању се крије у јазбинама и неприступачним местима. Територијалне су животиње; територија им је тачно ограничена. Успешно се пари и укршта са домаћом мачком.
Ова звер је опасна и насртљива и може бити опасна по човека.

## Подврсте
Позивајући се на анализе ДНК спроведене 2007, постоји само пет подврста:
- Felis silvestris silvestris (Европа и Турска).
- Felis silvestris lybica (северна Африка, Блиски исток и западна Азија, све до аралског мора).
- Felis silvestris cafra (јужна Африка).
- Felis silvestris ornata (Пакистан, североисточна Индија, Монголија и северна Кина).
- Felis silvestris bieti (Кина).

Ранији извори указују на много већи број подврста:
- Афричке подврсте
  - Felis silvestris cafra (јужна Африка)
  - Felis silvestris foxi (западна Африка)
  - Felis silvestris griselda (централна Африка)
  - Felis silvestris lybica Афричка дивља мачка, (северна Африка)
  - Felis silvestris ocreata (источна централна Африка)
  - Felis silvestris mellandi (западна централна Африка)
- Азијске подврсте
  - Felis silvestris caudata (регија каспијског мора)
  - Felis silvestris ornata Индијска пустињска мачка, (Индија до Ирана)
  - Felis silvestris bieti Кинеска планинска мачка, (могућа подврста)
- Европске подврсте
  - Felis silvestris cretensis (Крит) (изумрла, мада су документована нека појављивања)
  - Felis silvestris caucasica Кавкаска дивља мачка, (Кавкаске планине и Турска)
  - Felis silvestris grampia Шкотска дивља мачка, (северна и западна Шкотска)
  - Felis silvestris jordansi Балеарска дивља мачка, (Балеарска острва)
  - Felis silvestris reyi Корзиканска дивља мачка (Корзика) (Вероватно изумрла)
  - Felis silvestris silvestris Европска дивља мачка, (Европа)
- Непозната дистрибуција:
  - Felis silvestris chutuchta
  - Felis silvestris gordoni
  - Felis silvestris haussa
  - Felis silvestris iraki
  - Felis silvestris nesterovi
  - Felis silvestris rubida
  - Felis silvestris tristrami
  - Felis silvestris ugandae
  - Felis silvestris vellerosa